# Thébaïde (Stace)
Pour les articles homonymes, voir Thébaïde.
La Thébaïde (en latin Thebais) est un poème épique latin de Stace, écrit au Ier siècle apr. J.-C. Écrit en hexamètres dactyliques (9748 vers), le mètre standard des épopées gréco-latines, il traite le même sujet que la Thébaïde, une épopée perdue du Cycle thébain. La Thébaïde raconte donc l'assaut des sept chefs argiens contre la ville de Thèbes, depuis la malédiction adressée par Œdipe à ses deux fils, Étéocle et Polynice, jusqu'à leur duel fratricide et à leurs funérailles.

## Genèse de l'œuvre
Comme il l'indique dans les derniers vers du poème, Stace compose la Thébaïde en douze ans sous le règne de Domitien. Il est encouragé dans cette entreprise par son père, qui exerce le métier de grammaticus (professeur de lettres) et est lui-même orateur et poète : Stace lui exprime sa reconnaissance à ce sujet dans un poème de ses Silves. Stace donne très probablement des lectures publiques de passages de son épopée en cours d'écriture devant un public de lettrés. Il termine la composition de l'épopée en 95 ap. J.-C. : nous le savons là encore grâce aux allusions qu'il y fait dans ses Silves.
Le sujet de la Thébaïde n'est pas nouveau : Stace s'inscrit dans la lignée de plusieurs épopées antérieures. La plus ancienne est la Thébaïde du cycle thébain, un cycle de quatre épopées grecques composé à l'époque archaïque. Le sujet de la guerre des Sept Chefs contre Thèbes avait également été traité par de nombreux autres poètes dans d'autres genres poétiques, comme la poésie lyrique avec Pindare, Bacchylide et Callimaque et surtout la tragédie avec Les Sept contre Thèbes d'Eschyle et Les Phéniciennes d'Euripide. Stace s'inspire sans doute aussi d'épopées aujourd'hui perdues, comme la Thébaïde d'Antimaque de Colophon. L'ensemble de ces modèles donne à voir une assez grande variété de variantes, ce qui laisse à Stace une assez grande liberté dans l'invention de sa propre version des événements de la guerre.
Outre les œuvres ayant directement traité le même sujet ou des sujets proches, Stace est influencé par plusieurs auteurs dans son style, ses goûts esthétiques et la façon dont il structure son épopée. Il est évidemment influencé par Homère dont les épopées sont les références par excellence pour les poètes antiques grecs et latins. Mais il choisit explicitement l’Énéide de Virgile comme modèle pour son épopée. Parmi les auteurs plus proches de son temps, il est notamment influencé par Ovide, par les tragédies de Sénèque et par l'épopée de Lucain, la Pharsale.

## Structure
La Thébaïde se compose de douze livres. Les livres I à IV racontent les origines et les préparatifs de la guerre. Les livres V et VI forment une pause dans le récit principal : Hypsipyle relate le crime des Lemniennes ; l'enfant dont elle a la garde, Archémore, est tué par un serpent et l'armée argienne célèbre des jeux funèbres en son honneur. Les livres VII à XI relatent la guerre proprement dite, qui culmine avec le duel d'Étéocle et Polynice au livre XI. Le livre XII raconte les affrontements liés à l'interdiction par Créon de donner les honneurs funèbres au cadavre de Polynice et l'intervention de Thésée, roi d'Athènes.

### Livres I à IV: préparatifs de la guerre

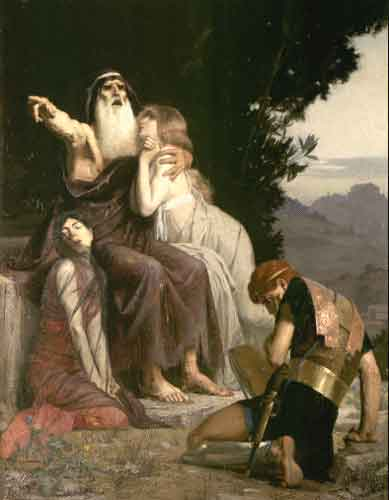
Marcel Baschet, Œdipe maudit Polynice, 1883.

Le livre I, après un prologue où le poète annonce son sujet, commence par la malédiction que lance Œdipe, ancien roi de Thèbes, à ses deux fils Étéocle et Polynice, issus de son union incestueuse avec Jocaste, qui l'ont offensé. Œdipe en appelle à la Furie Tisiphone pour le venger et la Furie se met à l'œuvre. À Thèbes, Étéocle et Polynice se disputent le trône et ont fini par conclure un accord pour exercer le pouvoir en alternance, pendant chacun une année. Étéocle est resté sur le trône un an tandis que Polynice partait en exil, mais ce dernier est décidé à reconquérir définitivement le pouvoir alors que l'année s'achève. Lors d'une assemblée des dieux sur l'Olympe, Jupiter expose son projet : détruire deux lignées héroïques, les Perséides (descendants de Persée) et la famille royale de Thèbes issue de Cadmos, car toutes deux ont multiplié les crimes et les impiétés. Jupiter charge Mercure de faire sortir Laïos des Enfers à titre de présage inquiétant pour Étéocle. Le livre relate ensuite l'errance de Polynice en exil : il arrive à Argos au palais du roi Adraste, devant lequel il rencontre le héros Tydée, lui aussi exilé. Les deux héros se disputent et en viennent aux mains. Leur dispute accomplit une prophétie envoyé par Apollon à Adraste, qui réconcilie et accueille les deux héros car, en vertu de la prédiction, il doit leur faire épouser ses deux filles, Argie et Déipyle. Lors du banquet, Adraste relate une aventure d'Apollon à l'origine des cérémonies religieuses propres à Argos.
Le livre II commence lorsque Mercure ramène des Enfers l'ombre de Laïus et la dépose à Thèbes. Le fantôme prend les traits du devin Tirésias et ranime la haine d'Étéocle envers Polynice. Pendant ce temps à Argos, Adraste apprend à Polynice et à Tydée la prophétie qu'il avait reçu et tous concluent un pacte d'alliance incluant le double mariage. Tous acceptent de s'allier avec Polynice afin de l'aider à marcher contre Thèbes et à y reprendre le pouvoir. Le double mariage est célébré : Polynice épouse Argie, Tydée Déipyle. Un prodige défavorable se produit au temple de Pallas. Après un nouveau conseil au palais d'Adraste, Tydée est envoyé en ambassade à Thèbes, mais son entrevue avec Étéocle est un échec. Les Thébains envoient cinquante hommes pour tuer Tydée lors d'une embuscade à sa sortie de la ville, mais le héros les massacre jusqu'à ce qu'Athéna interrompe le combat. Tydée élève en trophée en l'honneur de la déesse et lui promet un temple à son retour de la guerre.
Le livre III commence par le retour à Thèbes de Méon, seul survivant de l'embuscade désastreuse contre Tydée, qui relate son échec puis se tue et se voit refuser toute sépulture. Les familles des guerriers morts dans l'embuscade vont chercher les cadavres et se lamentent. Chez les dieux, Jupiter ordonne à Mars d'inciter les Argiens à se préparer pour la guerre. Sur le chemin d'Argos, Mars est arrêté par Vénus, qui le supplie d'épargner les Thébains : Mars, touché, promet de le faire dans la mesure où les arrêts du destin le permettent. Pendant ce temps à Argos, Tydée est de retour et relate l'échec des négociations. Le roi Adraste consulte les devins Amphiaraos et Mélampous, qui ne trouvent que des présages défavorables et hésitent à répondre. Les Argiens se préparent donc à la guerre. Le héros Capanée raille Amphiaraos, qui tente de prévenir les Argiens mais n'est pas écouté. Pendant la nuit, Argie, fille d'Adraste, va trouver son père en secret pour plaider la cause de Polynice.
Le livre IV commence avec le départ de l'armée argienne pour la guerre. Le poète expose le catalogue des troupes, dirigées par les sept chefs qui marchent contre Thèbes : Adraste roi d'Argos ; Polynice, fils d'Œdipe, exilé de Thèbes ; Tydée ; Hippomédon ; Capanée ; le devin Amphiaraos ; Parthénopée, roi d'Arcadie. La guerrière Atalante, mère de Parthénopée, tente en vain d'empêcher le départ de son fils. Pendant ce temps à Thèbes, les guerriers, mis au courant de l'expédition argienne, préparent leur défense. Sur l'ordre d'Étéocle, Tirésias a recours à la nécromancie pour connaître la volonté des dieux : le devin évoque les ombres des Enfers en un spectacle terrifiant. Les présages sont défavorables aux Argiens. Les troupes argiennes progressent en direction de Thèbes. Le dieu Bacchus, protecteur de Thèbes, tente de les retarder en asséchant tous les points d'eau. Après quelque temps, l'armée, sur le point de mourir de soif, rencontre Hypsipyle, l'ancienne princesse de Lemnos, qui aide les Argiens en leur indiquant une rivière. Hypsipyle est la gardienne de l'enfant Archémore, fils du roi Lycurgue, mais elle doit quitter l'enfant quelques instants pour aider les Argiens à trouver l'eau.

### Livres V et VI: Hypsipyle et Archémore
Au livre V, Hypsipyle raconte son histoire, le crime des Lemniennes et sa rencontre avec Jason l'Argonaute. Pendant ce temps, l'enfant Archémore est tué par un serpent.
Au livre VI, l'armée argienne organise une cérémonie religieuse pour d'Archémore, en l'honneur duquel est institué un culte héroïque. Des jeux funèbres ont lieu avec différentes épreuves sportives, dont une course de chars mouvementée.

### Livres VII à XII: la guerre
Au livre VII, les Argiens, malgré de nombreux présages défavorables, arrivent devant Thèbes et assiègent la ville. Le poète présente à présent les guerriers thébains. L'ancienne reine de Thèbes, Jocaste, accompagnée de ses filles Antigone et Ismène, tente de négocier avec Polynice, mais en vain. Les combats commencent. Le devin Amphiaraos, conformément à son destin, est englouti par la terre avec son char.
Le livre VIII décrit la suite des combats devant Thèbes. Les Thébains organisent une sortie. Le héros Tydée est blessé à mort par Mélanippos, mais le tue et boit le sang de son crâne.
Le livre IX commence par le désespoir de Polynice lorsqu'il apprend la mort de Tydée. Les Thébains s'emparent du cadavre. Deux autres chefs argiens périssent à leur tour dans les combats : Hippomédon et Parthénopée.
Au livre X, la nuit tombe. La déesse Junon envoie le Sommeil endormir les sentinelles thébaines. Les Argiens passent à l'assaut et de nombreux Thébains sont tués. Le devin thébain Tirésias prophétise que seul le sacrifice du fils de Créon, Ménécée, peut garantir la victoire de Thèbes. Ménécée se tue volontairement. Le livre se termine sur les exploits puis la mort de Capanée, qui grimpe aux murailles de Thèbes sur une échelle et fait un massacre de Thébains jusqu'au moment où il blasphème contre Jupiter, qui le foudroie.
Le livre XI relate le duel fratricide entre Étéocle et Polynice, provoqué par la Furie Tisiphone. Les deux fils d'Œdipe s'entretuent. En apprenant leur mort, Jocaste se suicide. Créon exile Œdipe.
Le livre XII relate les péripéties liées aux funérailles des guerriers morts. Le roi Créon interdit d'enterrer les morts de l'armée argienne, y compris Polynice. Bravant l'interdit, Antigone, fille d'Œdipe et sœur de Polynice, aidée par Argie, sa veuve, tente de brûler le héros sur le même bûcher qu'Étéocle. Créon les fait arrêter. Les femmes d'Argos envoient une ambassade auprès du roi d'Athènes, Thésée, pour lui demander d'intervenir contre l'impiété de Créon. Thésée vient à Thèbes, provoque Créon en duel et le tue. Les morts sont enterrés et la paix est rétablie. L'épopée se termine par un éloge d'Athènes.

## Réception antique
La Thébaïde est bien accueillie par son public dès les publications partielles qu'en donne Stace avant l'achèvement du poème : dans les derniers vers de l'épopée, Stace fait allusion au fait que son texte est déjà étudié dans les écoles. Juvénal, dans sa Satire 7, fait allusion à son succès. Elle connaît une période d'oubli momentané pendant le Bas-Empire romain. Plusieurs siècles après la parution de l'épopée, Lactantius Placidus, un auteur dont on connaît mal la période de vie exacte, quelque part au Ve siècle ou peut-être au VIe siècle, rédige un commentaire à la Thébaïde. Le commentaire Super Thebaiden attribué à Fulgence le Mythographe (auteur mystérieux longtemps confondu avec l'évêque Fulgence de Ruspe) est considéré actuellement comme datant du XIIe siècle environ.

## Postérité après l'Antiquité

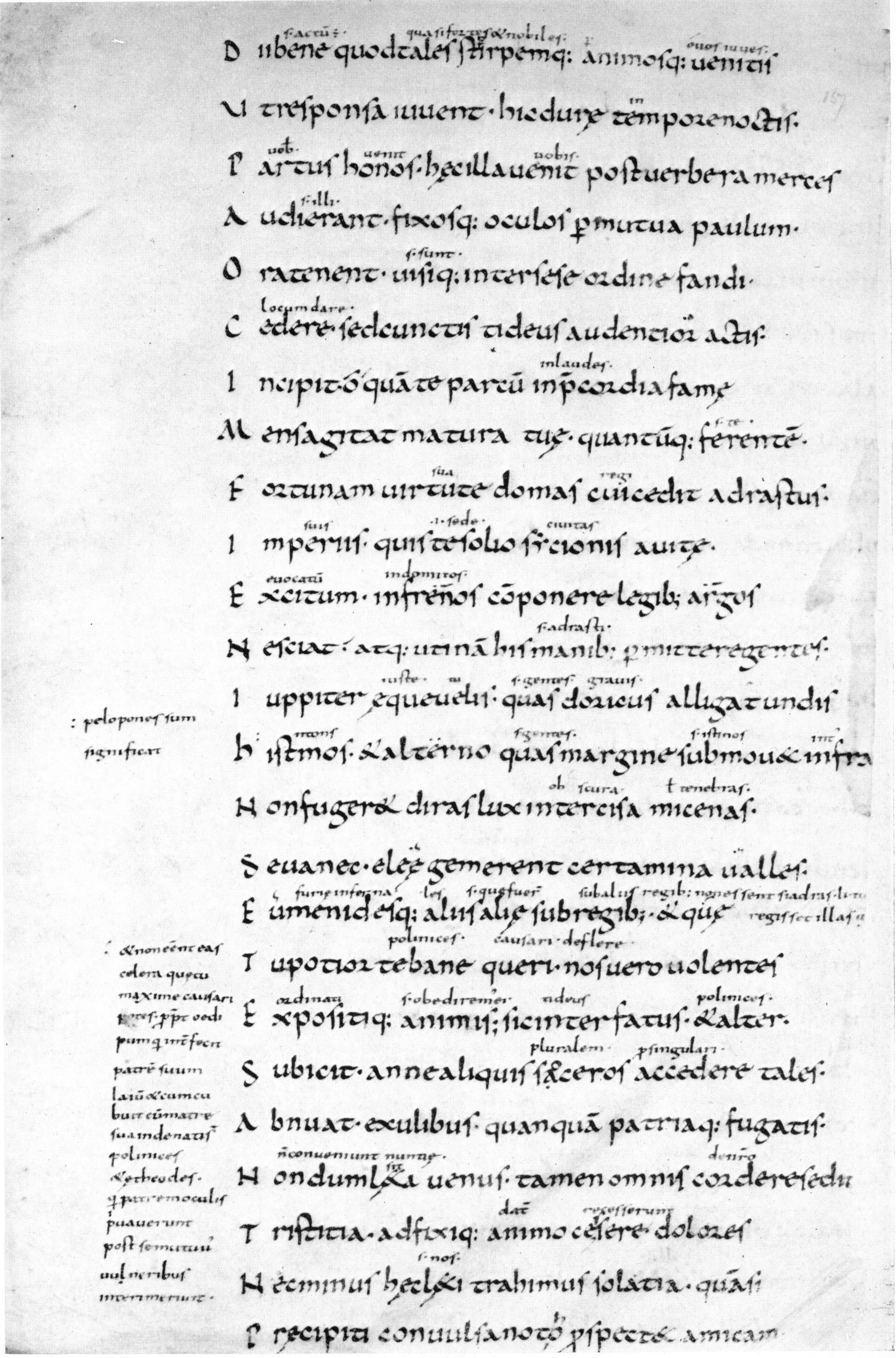
Manuscrit médiéval de la Thébaïde de Stace. Environ 1000 apr. J.-C. Worcester, Cathedral Library, Q. 8, fol. 167r.

La Thébaïde connaît un succès durable au Moyen Âge et à la Renaissance. Le succès de l'épopée au Moyen Âge ressort clairement du grand nombre de manuscrits qui nous en ont conservé le texte : plus d'une centaine, les plus anciens remontant au IXe siècle ou au Xe siècle.
Au XIIe siècle, un peu après 1155, l'un des tout premiers romans médiévaux français, Le Roman de Thèbes, est une libre adaptation en vers français de l'épopée de Stace. Dante met en scène Stace dans sa Divine Comédie, où le poète, retenu dans le Purgatoire, rencontre Virgile (qui est le guide de Dante dans l'Enfer et le Purgatoire) et peut lui témoigner son admiration. 
L'épopée est très appréciée d'auteurs comme Malherbe et Corneille. La Thébaïde exerce ainsi une influence nette sur les poètes jusqu'au XVIIe siècle. Sa popularité s'efface ensuite, et, au XIXe siècle, elle tombe en disgrâce, n'étant plus considérée que comme l'œuvre d'un poète décadent, d'un simple imitateur dépourvu de talent propre. Puis, à la faveur de nouvelles études savantes, elle est progressivement redécouverte à la fin du XXe siècle.

### Éditions et traductions
Consulter la liste des éditions de cette œuvre 

### Ouvrages généraux
- Hubert Zehnacker et Jean-Claude Fredouille, Littérature latine, Paris, Presses universitaires de France, 1993.
- Jean Leclant (dir.), Dictionnaire de l'Antiquité, Paris, Presses universitaires de France, 2005 (entrée « Stace » par Fernand Delarue, p. 2058-2059).

### Études savantes
- (en) P. Hardie, The epic successors of Virgil, a study in the dynamics of a tradition, Cambridge, PU, 1993.
- F. Ripoll, La morale héroïque dans les épopées latines d'époque flavienne : tradition et innovation, Louvain, Peeters, 1998.
- Sylvie Franchet d'Espèrey, Conflit, violence et non-violence dans La Thébaïde de Stace, Paris, Les Belles Lettres, 1999.
- Fernand Delarue, Stace, poète épique, originalité et cohérence, Louvain et Paris, Peeters, 2000.
- Anne Lagière, La Thébaïde de Stace et le sublime, Bruxelles, Peeters Publishers, 2017.